# Poppea desantisi
Poppea desantisi är en insektsart som beskrevs av Albino Morimasa Sakakibara och Remes-lenicov 1973. Poppea desantisi ingår i släktet Poppea och familjen hornstritar. Inga underarter finns listade i Catalogue of Life.